# Тадеуш Гайци
Тадеуш Стефан Гайци (пол. Tadeusz Stefan Gajcy; псевдоніми Ка́роль Топорни́цький, Ян О́сцень; 8 лютого 1922, Варшава – 16 серпня 1944, Варшава) – польський поет воєнного часу, солдат польської армії.

## Біографія
Предки Тадеуша Гайци задовго до народження поета переїхали з Угорщини в Польщу. Він народився 8 лютого 1922 року в будинку на вул. Дикий 43/45, в небагатій сім'ї робітничого класу у Варшаві. Його батько був слюсарем, мати і акушеркою. Він навчався у гімназії о. маріанів на Білянах. Ходив до одного класу з Войцехом Ярузельським. Поет навчився грати на мандоліні, і був прислужником на ранкових відправах в церкві Святого Іоанна Божого (вул. Боніфратерська 14).
У 1941 році закінчив школу і розпочав вивчати філологію польську на закритих заняттях у Варшавському університеті. Ще студентом, він познайомився із Здиславом Строїнським, який був теж поетом і студентом юридичного факультету, який познайомив його із таємною організацією під назвою Національна конфедерація, заснованої з ініціативи активістів партії національних радикалів «Фаланга».
Під час Другої світової війни він був співзасновником (а з листопада 1943 останній редактор) щомісячника «Мистецтво і Народ», в якому він опублікував свої вірші, фрагменти прози, статей і оглядів під псевдонімами Кароль Топорницький, Ян Осцень та анонімно. У статтях поет дискутував із літературними попередниками. Звинувачував поетів угрупування «Скамандер» у відсутності ідеологічної орієнтації. Він підкреслював історичну роль Польщі та висловив необхідність писати національні вірші, які б заохочували до бою.
Дебютний том Гайци «Widma» — вийшов у підземному видавництві у травні 1943 року. Восени, того ж року поет покинув роботу у журналі, щоб присвятити себе поезії. У травні вийшов наступний том поезії – "Grom powszedni" («Щоденний Грім»).
Під час нацистської окупації брав участь у Бюро інформації та пропаганди. Під час повстання воював у Старому Місті у штурмовому загоні лейтенанта Єжи Бондоровського.
Загинув поет 16 серпня 1944 року під час повстання у Варшаві як солдат Національної Армії у будинку на вулиці Переїзд 1/3 (сьогодні вул. генерала Андерса), який підірвали німецькі солдати. Разом із Тадеушом Гайци загинув поет Здзислав Строїнський.
Знайшли тіло поета навесні 1946 року, і лише тоді було встановлено точне місце загибелі, а судячи з травм, смерть настала через задуху під завалами будівлі.

## Нагороди
2 серпня 2009 року президент Польщі Лех Качинський посмертно нагородив Тадеуша Гайци Командорським Хрестом Ордену Відродження Польщі, за великий внесок у незалежність Республіки Польща, за досягнення у діяльності на користь розвитку польської культури.

## Творчість
Тадеуш Гайци почав писати дуже рано, але в 16 років знищив свої юнацькі вірші. У 1938/1939 роках почав створює поезію, яку сприймає всерйоз. Очевидно, присутнє в ній філософське розуміння світу, долі та людського життя. Переважають тони рефлексійні, песимістичні та місцями бунтівні, але з'являються також і позитивні акценти. Відрізняє поезію Тадеуша Гайци від інших поетів того періоду те, що у його творах присутні насамперед інший, неповторний стиль письма про жорстоку воєнну реальність. Поет не пише легких віршів, які б були на смак суспільству, чи таких які прямо описують жорстокість війни. Він зображує в них апокаліптичне бачення, але вірші ці не втомлюють дослівними описами. Його твори рясніють незвичними метафорами, сміливими поєднаннями взятими з розмовної мови, за цими ознаками можна одразу впізнати майже кожен вірш цього поета.
Тадеуш Гайци дебютував у 1942 році віршем «Вчорашньому», який був надрукований на сторінках альманаху «Мистецтво і народ». Отримав дві нагороди від редакції «Літературний вісник» за вірші «Удар», «Спів мурів», «Рапсодія про Варшаву». Його публікації з'явилися також у щомісячному журналі «Культура завтрашнього дня» . У своїй творчості прагнув показати містичний сенс жертви в ім'я любові до Батьківщини і людей. Видав два томи «Спектр» і «Буденний Грім». У віршах написаних під враженням війни, з'являється інтуїтивна впевненість у долі та у трагічному майбутньому.
Поет написав тільки п'ять ліричних віршів натхненних коханням до Ванди Сухецкей. Один з них «Кохання без майбутнього» вважається одним з найкращих у польській ліриці.
Гайци займався також перекладом творів Гомера. Крім того, також захоплювався фотографією.